# Hematologie

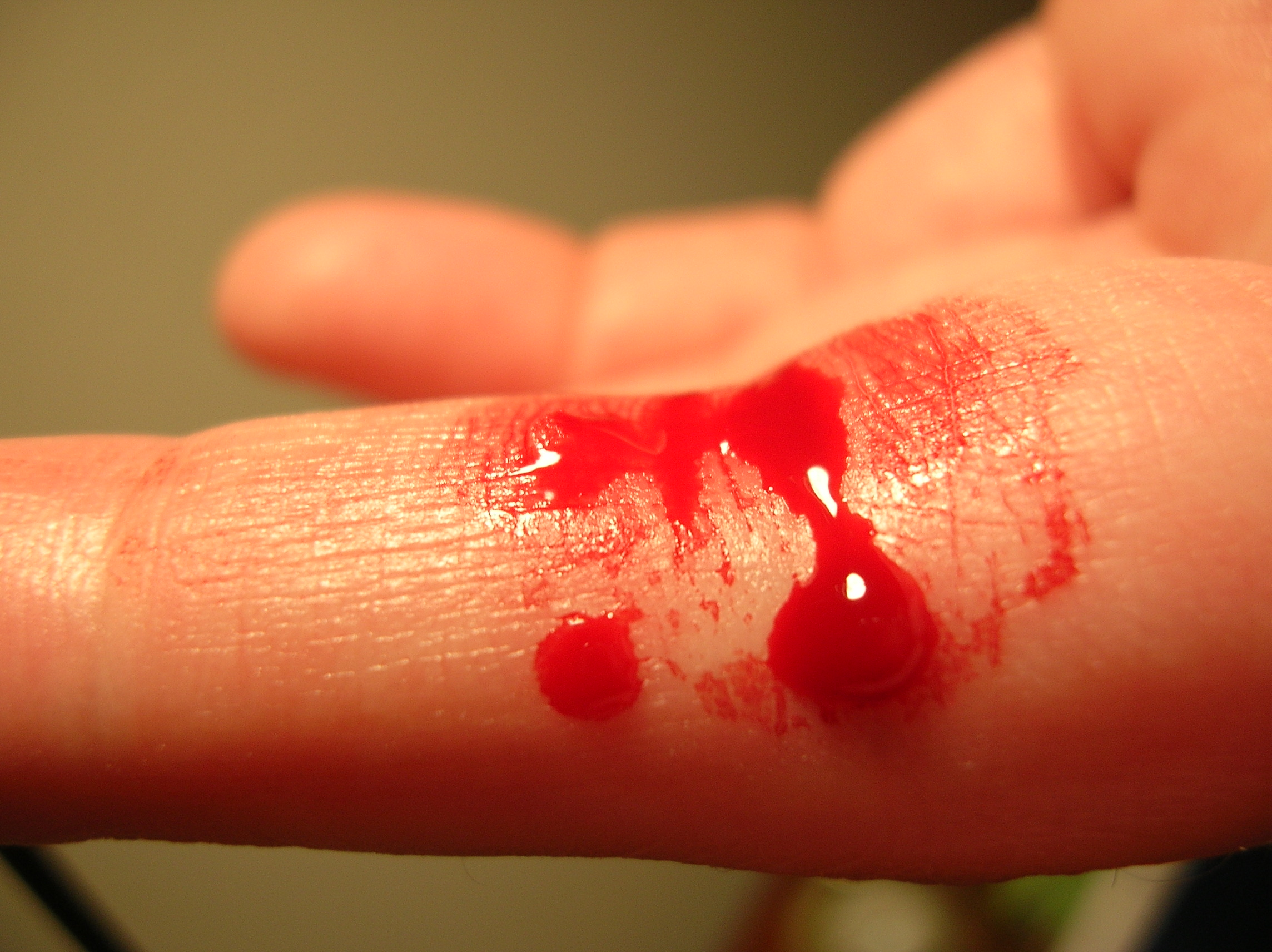
Krvácející prst

Hematologie je vědní obor, jenž se zabývá studiem krve a všemi jejími složkami. Studuje zejména buňky krve z hlediska jejich morfologie, kvantity a funkce. V druhé řadě se zabývá srážlivostí krve a všemi faktory, které se na srážení podílejí. Studuje mechanismy srážení, zpětné mechanismy apod. V hematologii se pracuje vždy s čerstvou nesraženou krví. Sražená krev, respektive sérum se používá v sérologii, biochemii a imunologii, ke stanovení jednotlivých organických molekul (proteiny, tuky, sacharidy) a makroprvků či mikroprvků.

## Dělení hematologie
- obecná × speciální
- klasická (teoretická) × klinická
- humánní × veterinární
- onkologická × neonkologická

Hematologické vyšetření je velmi významnou složkou vyšetření pacienta, bez něhož se neobejde žádný lékař a proto každá nemocnice má ve své struktuře vždy začleněno oddělení klinické hematologie. Klinická hematologie sleduje odchylky v krvi pacienta od daného fyziologického stavu a napomáhá tak diagnostice onemocnění. V některých případech lze již na základě hematologického vyšetření stanovit přesnou diagnózu.
Pomocí různých hematologických technik se zjišťuje celkový krevní obraz, diferenciální rozpočet leukocytů a faktory srážlivosti. mikroskopií speciálně barvených hematologických preparátů (krevní nátěr na sklíčku) lze sledovat morfologii jednotlivých typů leukocytů a jejich počty. To má význam zejména při diagnostice leukémií, tj. rakoviny bílých krvinek.

## Hematologické parametry

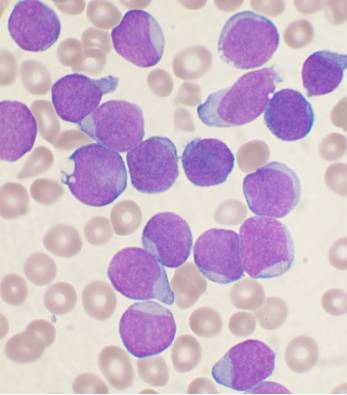
Akutní leukémie

Mezi základní hematologické parametry patří:
- Hemoglobin = krevní barvivo obsažené v erytrocytech;
- Hematokrit = poměr buněčné složky krve k objemu plazmy;
- MCV = střední objem erytrocytu;
- MCH = obsah hemoglobinu v 1 erytrocytu;
- MCHC = střední koncentrace hemoglobinu v erytrocytech;
- Absolutní počet leukocytů = (zkratka LEU)celkový počet všech leukocytů na objemovou jednotku krve;
- Absolutní počet erytrocytů = (zkratka: ERY)celkový počet všech erytrocytů na objemovou jednotku krve;
- Diferenciální rozpočet = je stanovení vzájemného poměrového zastoupení všech typů leukocytů (lymfocyty, neutrofily, tyčky, segmenty, eosinofily, basofily, retikulocyty, monocyty);
- testy srážlivosti – protrombinový čas ( zkratka: APTT) apod.